# 安蒂·阿尔内
安蒂·阿马图斯·阿尔内（芬蘭語：Antti Amatus Aarne，1867年12月5日—1925年2月5日）是芬兰民俗学家和教授。

## 研究
阿尔内是民俗学家尤利乌斯·克龙的儿子卡尔勒·克龙的学生。他进一步发展了他们的比较民俗学中的“地理历史研究方法”（historic-geographic method），并把它完善成对童话和民间故事分类的阿尔内-汤普森分类法的初步版本。这个分类法最初发表在1910年，后来被斯蒂思·汤普森先于1927年、然后在1961年扩展了。
阿尔内在赫尔辛基大学1911至1922年间担任芬兰及比较民俗研究的讲师，及1922至1925年间担任特别教授。他于1925年在赫尔辛基去世。著有《神话故事指南》，在国际上有较大影响。他在神话故事的研究中应用和发展了所谓“地理历史研究方法”，在谜语研究方面也取得重要成果。

## 作品
- Vergleichende Märchenforschung, 答辩论文, 1907
- Die Zaubergaben. 1910
- Die Tiere auf der Wanderschaft. 1913
- Leitfaden der vergleichenden Märchenforschung. 1913
- Der reiche Mann und sein Schwiegersohn. 1916
- Vergleichende Rätselforschungen I–III. 1918–1920